# Станко ди Сопра (Болоња)
Станко ди Сопра (итал. Stanco di Sopra) је насеље у Италији у округу Болоња, региону Емилија-Ромања.
Према процени из 2011. у насељу је живело 58 становника. Насеље се налази на надморској висини од 610 м.